# Fauvette naine
Curruca nana
Espèce
Statut de conservation UICN

 LC  : Préoccupation mineure
La Fauvette naine (Curruca nana) est une espèce de passereaux de la famille des Sylviidae qui vit dans des régions arides ou steppiques. Jusqu'à une date récente, elle était considérée comme conspécifique à la fauvette du désert qui vit uniquement en Afrique du Nord.

## Description
C'est un tout petit passereau de 11,5 à 12,5 cm de longueur de couleur gris jaunâtre avec des bandes blanches sur les côtés de la queue. Ses yeux ont un iris jaune prononcé. Ses pattes et son bec mince sont jaune pâle. Le dimorphisme sexuel n'est pas prononcé.
Son chant est un son distinctif aux notes claires, poussé souvent lors d'un vol d'avertissement.

## Synonymes
- Salicaria aralensis Eversmann, 1850

## Répartition
Cette espèce est répandue dans les régions steppiques de la Volga, ainsi que dans les régions semi-désertiques et arides  autour de la mer Caspienne, dans les régions semi-désertiques d'Asie centrale, jusqu'en Iran et en Mongolie-Intérieure. Elle migre en hiver dans des habitats similaires vers l'ouest jusque dans la péninsule Arabique, les bords de la mer Rouge et même au nord de l'Inde.
En France, une première observation de l'oiseau a été établie en 2015 en Vendée.
Elle est en constante diminution atteignant environ 10 000 individus adultes.

## Alimentation
La fauvette naine est insectivore, mais peut se nourrir aussi de petites baies. Contrairement à la plupart des fauvettes, elle se nourrit au sol.

## Nidification
Elle niche dans des environnements désertiques ou semi-désertiques où l'on trouve des buissons isolés pour la nidification. Le nid est construit dans de petits arbustes, et elle y pond de quatre à cinq œufs blancs mouchetés de brun.

## Systématique
La fauvette naine faisait anciennement partie du genre Sylvia, mais a depuis été reclassée dans le genre Curruca après que celui-ci a été séparé de Sylvia.